# Ołeh Szkred
Ołeh Wasylowycz Szkred, ukr. Олег Васильович Шкред (ur. 1 października 1982 we Lwowie) – ukraiński piłkarz, grający na pozycji obrońcy.

## Kariera piłkarska

### Kariera klubowa
Wychowanek klubu UFK Lwów, barwy którego bronił w juniorskich mistrzostwach Ukrainy (DJuFL). Pierwszy trener - Wołodymyr Bezzubjak. W 1998 rozpoczął karierę piłkarską w drugiej drużynie Karpat Lwów. W następnym roku podpisał kontrakt z FK Lwów. W 2000 został zaproszony do Szachtara Donieck. Przez wysoką konkurencję w podstawowym składzie występował tylko w drugiej i trzeciej drużynie Szachtara. Grał również na wypożyczeniu w klubach Polissia Żytomierz i Nywa Winnica. Na początku 2004 został piłkarzem Illicziwca Mariupol. Latem 2007 powrócił do Karpat Lwów, ale występował przeważnie w drużynie rezerw. W następnym roku wyjechał do Kazachstanu, gdzie bronił barw klubów Kajsar Kyzyłorda i Ordabasy Szymkent. W lipcu 2010 przeszedł do Prykarpattia Iwano-Frankowsk, w którym zakończył karierę piłkarską.